# Planul proiectiv complex
În matematică planul proiectiv complex, de obicei notat cu P2(C), este un spațiu proiectiv complex⁠(d) bidimensional. Este o varietate complexă de dimensiune complexă 2, descrisă de trei coordonate complexe
{\displaystyle (Z_{1},Z_{2},Z_{3})\in \mathbf {C} ^{3},\qquad (Z_{1},Z_{2},Z_{3})\neq (0,0,0)}
unde, totuși, tripletele care diferă printr-o rescalare globală sunt identice:
{\displaystyle (Z_{1},Z_{2},Z_{3})\equiv (\lambda Z_{1},\lambda Z_{2},\lambda Z_{3});\quad \lambda \in \mathbf {C} ,\qquad \lambda \neq 0.}
Adică acestea sunt coordonate omogene în sensul tradițional al geometriei proiective.

## Topologie
Numerele Betti⁠(d) ale planului proiectiv complex sunt
1, 0, 1, 0, 1, 0, 0, .....
Dimensiunea mijlocie 2 este explicată de clasa de omologie a dreptei proiective complexe (v. sfera Riemann), situată în plan. Grupurile de omotopie⁠(d) netriviale ale planului proiectiv complex sunt {\displaystyle \pi _{2}=\pi _{5}=\mathbb {Z} }. Grupul fundamental este trivial și toate celelalte grupuri omotope din dimensiuni superioare sunt cele din 5-sfere, adică torsiune.

## Geometrie algebrică
În geometria birațională⁠(d) o suprafață rațională complexă este orice suprafață algebrică echivalentă birațional cu planul proiectiv complex. Se știe că orice varietate rațională nesingulară este obținută din plan printr-o succesiune de transformări care trebuie să fie de un tip foarte particular. Ca un caz particular, o cuadrică complexă nesingulară în P3 este obținută din plan prin deplasarea a două puncte pe curbe în spațiu și apoi revenirea în plan a dreptei care trece prin aceste două puncte; inversa acestei transformări poate fi văzută luând un punct P pe cuadrica Q, deplasându-l și proiectând pe un plan general în P3 prin trasarea dreptelor prin P.
Grupul de automorfisme biraționale ale planului proiectiv complex este grupul Cremona.

## Geometrie diferențială
Ca o varietate riemanniană⁠(d), planul proiectiv complex este o varietate 4-dimensională a cărei curbură secțională este înclinată pe sfert, dar nu în mod strict. Adică atinge ambele margini și astfel evită să fie o sferă, așa cum altfel ar cere teorema sferei. Normalizările rivale sunt pentru curbura între 1/4 și 1; alternativ, între 1 și 4. În ceea ce privește prima normalizare, suprafața încorporată definită de dreapta proiectivă complexă are curbura gaussiană⁠(d) 1. În ceea ce privește cealaltă normalizare, planul proiectiv real încorporat are curbura gaussiană 1.